# 대구사이버대학교
대구사이버대학교(大邱사이버大學校, Daegu Cyber University)는 경상북도 경산시에 위치한 대한민국의 사이버대학이다.

## 연혁
대구사이버대학교는 학교법인 영광학원이 2001년 11월 10일 설립하였다. 이듬해인 3월 4일 개교하며 7월 9일, 현재의 교명인 대구사이버대학교로 교명을 변경하여 현재에 이르고 있다.

## 교육편제

### 학부
대구사이버대학교는 단과대학 설치 없이 재활과학부, 사회복지학부, 교육·행정학부, 창의공학부 등 4개 학부 아래 15개 학과를 설치하고 학사 과정을 교수하고 있다.

### 대학원
대구사이버대학원은 특수대학원으로 휴먼케어대학원 1개원을 운영하며 석사 학위 과정을 운영중에 있다.

## 같이 보기
- 대구대학교